# HD 118338
HD 118338，又名CD-43 8418，SAO 224275、HR 5118，是一颗恒星，视星等为5.98，位于銀經311.52，銀緯17.97，其B1900.0坐标为赤經13h 31m 7.7s，赤緯-43° 17.97′ 56″。